# Etbaal
Etbaal ist ein in der Bibel erwähnter König und Schwiegervater des israelitischen Königs Ahab.

## Name
Der Name Etbaal, hebräisch אֶתְבַּעַל ʾætbaʿal, setzt sich aus der Präposition אֵת ʾēṯ „mit“, „bei“ und dem theophoren Element בַּעַל baʿal zusammen.
Die phönizische Inschrift des Namens lautet [’]tb’l, dem entspricht auch die hebräische Konsonantenschreibung. Auffällig ist die masoretische Vokalisierung als אֶת־ ʾæṯ-: Analog zu vergleichbaren Namen wie אִתַּי ʾitaj und אִיתִיאֵל ʾîtîʾēl wäre die Form אִתִבַעַל ʾiṯiḇaʿal „mit mir ist Baal“ zu erwarten. Die Septuaginta gibt den Namen mit Ιεθεβααλ Iethebaal wieder und deutet damit einen Vokal zwischen den beiden Elementen an. Auch Josephus kennt einen Vokal zwischen beiden Wortteilen. Bei ihm lautet der Name des Königs vermutlich nach der Überlieferung des Menander von Ephesus Ἰθώβαλος Ithōbalos. Möglicherweise kannte Menander eine hebräische Schreibung אתובעל ʾtwbʿl „mit ihm ist Baal“.

## Leben
Über Etbaal lassen sich kaum historisch sichere Aussagen treffen.
In der Bibel wird er lediglich in 1 Kön 16,31  genannt. Hier wird er als Vater Isebels, der Ehefrau Ahabs, und König der Sidoniter vorgestellt. Die Bezeichnung צִידֹנִים ṣîdonîm kann sich dabei sowohl auf die Bewohner der Stadt und Umgebung Sidons (vgl. 1 Chr 22,4  u. ö.) als auch auf die Bewohner Phönizien (vgl. Dtn 3,9  u. ö.) beziehen. Die Heirat hätte entsprechend aus politischen Gründen stattgefunden, um sich gegen Assyrien zu verbünden.
Josephus bezieht sich bei den Ausführungen über Etbaal auf den Historiker Meander von Ephesus, diesem ist bei ihm jedoch nur ein geringer historischer Wert zuzurechnen. In einer Verschmelzung der Benennung des Menander „König von Tyrus“ und der biblischen Benennung „König der Sidoniter“ nennt Josephus Etbaal den „König von Tyrus und Sidon“. Er sei der Nachfolger von König Phelles und habe von 887 bis 856 v. Chr. geherrscht. Die vermeintlich chronologische Fixierung seiner Herrschaft durch eine große Dürre zur Zeit Ahabs in Israel hat keinen historischen Wert. In der Forschungsgeschichte wurde Etbaal, der Vater Isebels häufig mit einem weiteren von Josephus erwähnten König Eithōbalos gleichgesetzt, der ein Priester der Astarte war und seinen Bruder tötete. Bei Josephus handelt es sich jedoch um zwei verschiedene Könige.
Laut der Ahiram-Inschrift war Etbaal der Sohn Ahirams.